# Мемориал афроамериканцам в Гражданской войне
Мемориа́л афроамерика́нцам в Гражда́нской войне́ — мемориальный комплекс в столице США городе Вашингтоне, посвящённый вкладу 200 000 негритянских солдат и моряков, которые боролись на стороне США против Конфедерации в Гражданской войне 1861—1865 годов. Скульптура «Дух свободы», 2,7 метровая бронзовая статуя, спроектированная архитектором Эдом Гамильтоном, была одобрена комиссией округа Колумбии по искусствам и науке в 1993 году и закончена в 1997 году.
Мемориал представляет собой полукруглую площадь, в центре которой установлена бронзованя скульптура «Дух свободы». С одной стороны скульптуры изображены военные люди с ружьями, с другой — матери с детьми. Вокруг постамента и по всей длине полукруга располагаются таблички с именами участвовавших в войне.
С 2004 года находится в ведении Службы национальных парков США.